# Юдино (Озёрский район)
Юдино (до 1938 — Юргайчен (нем. Jurgaitschen), до 1947 — Юргенфельде (нем. Jürgenfelde)) — посёлок в Озёрском городском округе Калининградской области. Входит в состав Новостроевского сельского поселения.

## Население
| 1818 | 1863 | 1907  | 1925  | 1933 | 1939 | 2002 |
| ---- | ---- | ----- | ----- | ---- | ---- | ---- |
| 189  | ↗337 | ↗1013 | ↗1031 | ↘326 | ↘290 | ↗403 |
| 2010 |      |       |       |      |      |      |
| ↗456 |      |       |       |      |      |      |

## История
Первое упоминание поселения относится к 1635 году.
В 1818 году население составляло 189 жителей, в 1863 году — 337 жителей, в 1907 году — 1 013 жителей, в 1925 году — 1 031 житель, в 1933 году — 326 человек, в 1939 году — 290 человек.
В 1938 году Юргайчен был переименован в Юргенфельде, в 1946 году — в посёлок Юдино.